# Sabella intermedia
Sabella intermedia är en ringmaskart som beskrevs av Jean Louis Armand de Quatrefages de Bréau 1866. Sabella intermedia ingår i släktet Sabella och familjen Sabellidae. Inga underarter finns listade i Catalogue of Life.